# Doberlug-Kirchhain
Doberlug-Kirchhain (em baixo sorábio: Dobrjoług-Góstkow) é um município da Alemanha, situado no distrito de Elbe-Elster, no estado de Brandemburgo. Tem 148,93 km² de área, e sua população em 2019 foi estimada em 8.920 habitantes.